# Neurellipes rufomarginata
Neurellipes rufomarginata is een vlinder uit de familie van de Lycaenidae. De wetenschappelijke naam van de soort is voor het eerst gepubliceerd in 1910 door George Thomas Bethune-Baker.
De soort komt voor in Congo-Kinshasa.